# باربرا برينر
باربرا برينر (بالإنجليزية: Barbara Brenner)‏ هي محامية أمريكية، ولدت في 7 أكتوبر 1951، وتوفيت في 10 مايو 2013.